# Koningin Emmaplein (Maastricht)
Het Koningin Emmaplein is een plein en rotonde aan de rand van het centrum van de Nederlandse stad Maastricht. Het drukke verkeersplein maakt deel uit van de Maastrichtse singelring. Het plein wordt gedomineerd door de Sint-Lambertuskerk en heeft een gevarieerde bebouwing van voornamelijk herenhuizen en etagewoningen uit eind 19e, begin 20e eeuw.

## Naamgeving, ligging en verkeer
Het Koningin Emmaplein is genoemd naar Emma van Waldeck-Pyrmont (1858–1934), die van 1879 tot 1890 koningin-gemalin der Nederlanden was, en van 1890 tot 1898 koningin-regentes. De naam van het plein uit 1903 past in een reeks vernoemingen van leden van het Koninklijk Huis: Willemspark (1881; thans Villapark), Wilhelminasingel (1892) en Julianaplein (1909; thans Keizer Karelplein). Andere singelnamen verwijzen meer in het algemeen naar soevereinen: Prins Bisschopsingel, Hertogsingel, Statensingel en Fransensingel.
Het plein ligt aan de westelijke rand van het Maastrichtse stadscentrum en vormt daar de grens tussen de centrumbuurten Kommelkwartier en Statenkwartier, en de buurten Mariaberg en Brusselsepoort in Maastricht-West. Het plein heeft de vorm van een ruit (eigenlijk een gekanteld vierkant), waarop zes straten aansluiten. Bij de oostelijke en zuidelijke punt zijn dat de Brusselsestraat en de Hertogsingel; aan de westelijke en noordelijke punt sluiten telkens twee straten aan, respectievelijk de Sint Annalaan en de Victor de Stuersstraat, en de Pastoor Habetsstraat en de Statensingel. Laatstgenoemde straat vormt met de Hertogsingel een bijna rechte hoek (iets meer dan 100°); de enige hoek in de Maastrichtse singelring.
Het Koningin Emmaplein ligt min of meer in het verlengde van de Brusselsestraat, eeuwenlang de belangrijkste oost-westroute in Maastricht, die rechtstreeks van en naar de enige Maasovergang bij de Sint Servaasbrug leidde. Als onderdeel van de Ring Maastricht en kruispunt van drukke verkeerswegen is het een van de drukste verkeersknooppunten in Maastricht. Het plein is ingericht als rotonde zonder verkeerslichten, met een rondlopend middendeel voor het doorgaand verkeer en vrijliggende ventwegen daaromheen, die de vierkante vorm van het plein volgen. Het middendeel bestaat uit twee rijbanen (inclusief voorsorteerstroken). Aan twee zijden bevinden zich extra busbanen en bushaltes. De ventwegen zijn voorzien van voetpaden en doen aan twee zijden tevens dienst als fietspaden en parkeerstroken. Tussen de hoofdrijbanen en de ventwegen liggen aan drie zijden groenstroken met bomen en heesters. Midden op het plein ligt een groot, rond plantsoen. Het bestaat uit een grasveld met laagblijvende bomen en segmentboogvormige bloemperken.

## Geschiedenis
De geschiedenis van het gebied rond het Koningin Emmaplein loopt tot eind 19e eeuw parallel met die van de vesting Maastricht. Na de sloop van de vestingwerken werd het plein aangelegd als onderdeel van een rustige singelweg, die door de bouw van twee extra Maasbruggen in de tweede helft van de 20e eeuw transformeerde tot een van de hoofdverkeersstructuren in Maastricht.

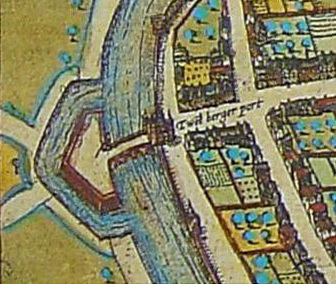
Brusselsepoort met stadswal en ravelijn. De blauwe kleur van de gracht suggereert ten onrechte dat er water in stond (Braun & Hogenberg, 1588)

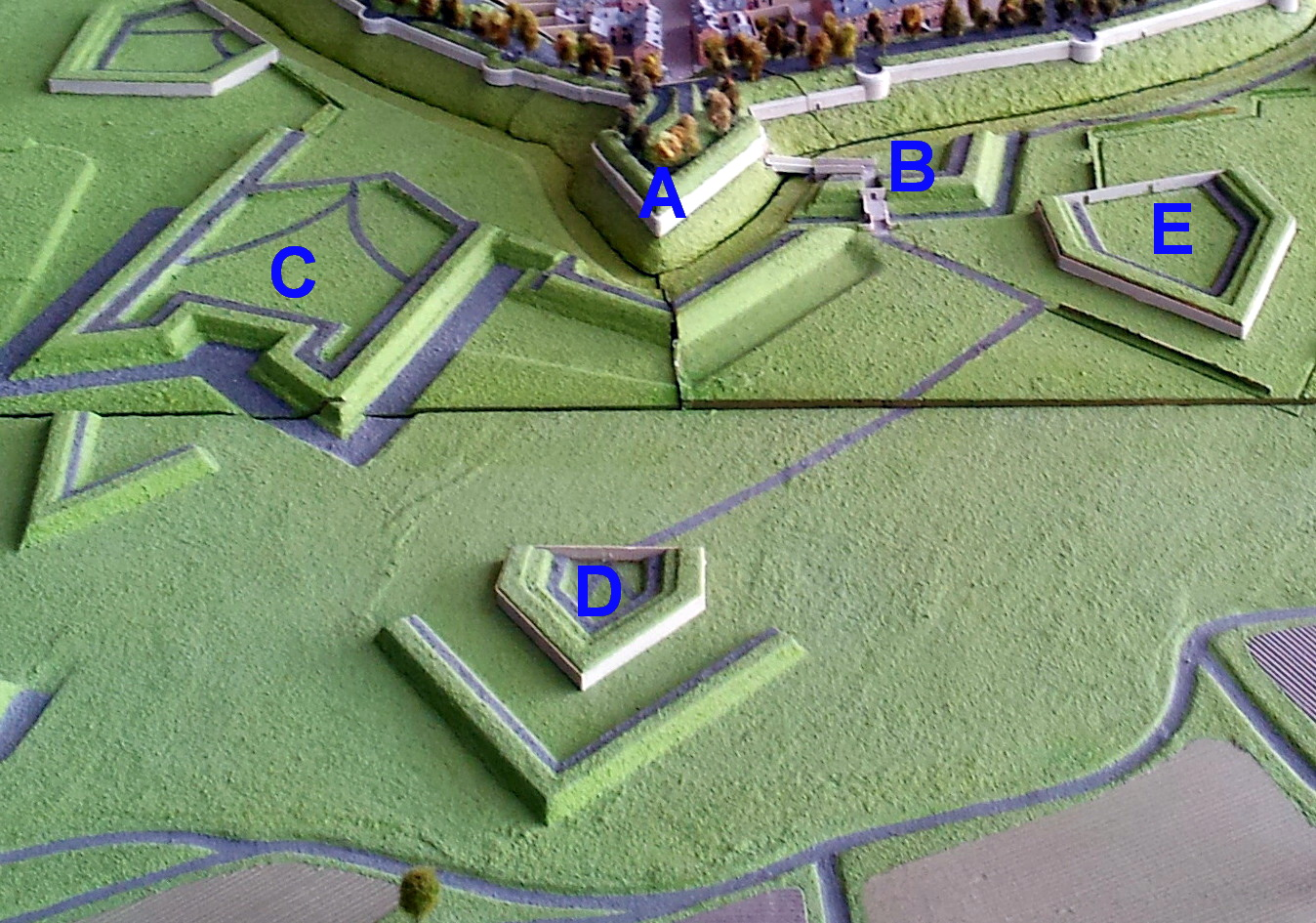
Brusselsepoort met buitenwerken (Maquette van Maastricht, ca. 1750)

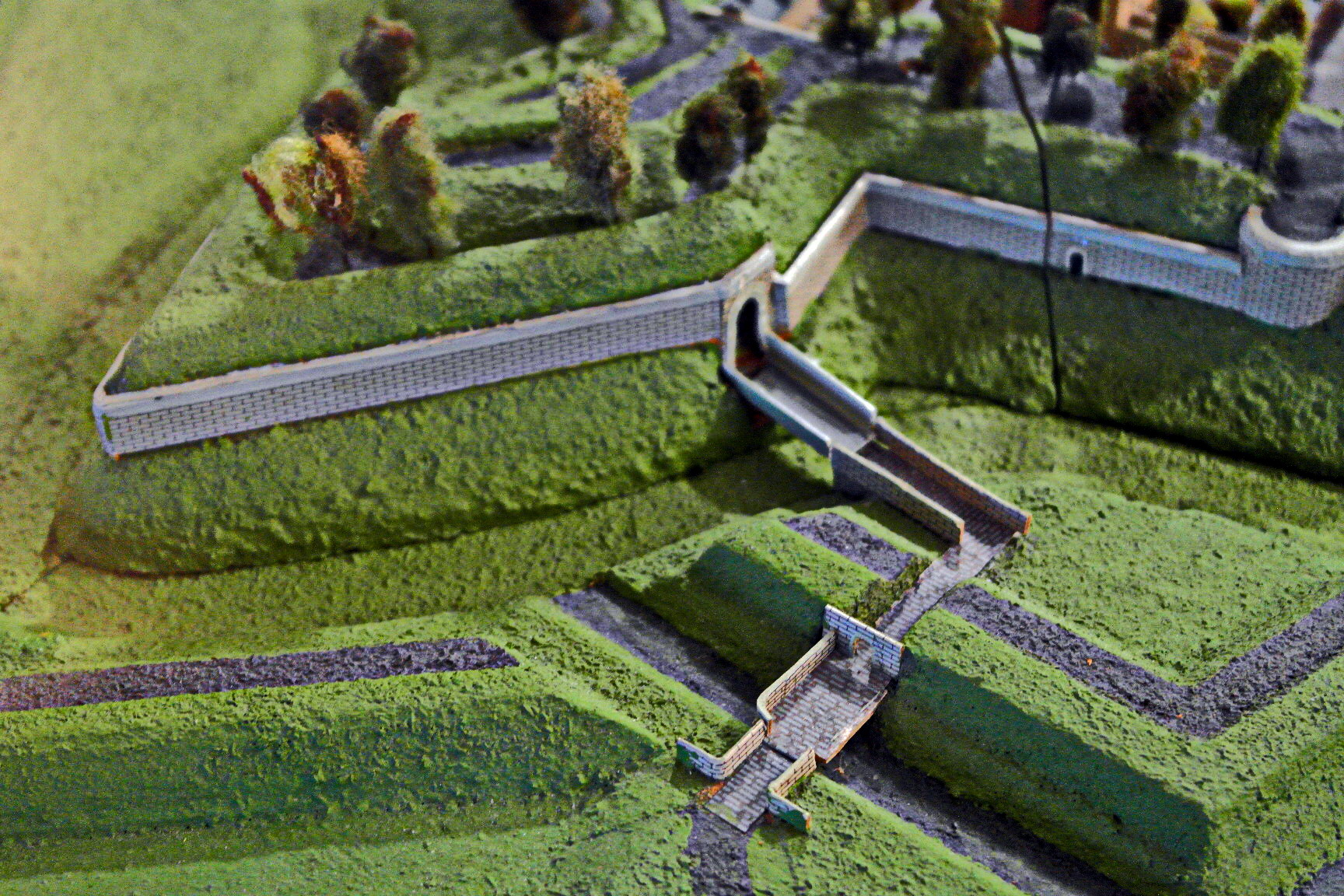
Gecompliceerde poorttoegang via bruggen over de avancée (in 1770 gesloopt) en bochtige tunnel door het Brusselsbastion (detail maquette)

### Vestinggordel (tot 1867)
Eind 13e eeuw bleek de eerste middeleeuwse stadsmuur te krap. Door de bouw van een tweede enceinte werden de langs de uitvalswegen ontstane voorsteden binnen de ommuurde stad gebracht. De muur was pas omstreeks 1500 voltooid. De muur had op de linker Maasoever een hoogte variërend van 6 tot 9 m en een lengte van 4,4 km (inclusief ca. 850 m bestaande muur, voornamelijk langs de Maasoever). In het westelijk deel verving de Brusselsepoort (ook Nieuwe Tweebergenpoort genoemd) de Oude Tweebergenpoort, die met de te handhaven eerste stadsmuur een functie behield als secundaire verdedigingsgordel. Aan de veldzijde van de nieuwe stadspoort lag een droge gracht, die iets ten oosten van het huidige Koningin Emmaplein liep.
Na het beleg van Maastricht door Parma in 1579 werd buiten de Brusselsepoort een vrijliggend ravelijn en iets ten zuiden daarvan een avancée aangelegd (A en B op de maquette hiernaast). In 1638 verrees ten noorden van het ravelijn het Brusselsehoornwerk (C). In de 16e en 17e eeuw werden op strategische plaatsen achter de stadsmuur cavaliers of katten opgeworpen, verhoogde platforms met ruimte voor extra geschut. De uit 1636 daterende kat op het poortravelijn bij de Brusselsepoort werd in 1686 vervangen door een halfronde kat op het bastion Brussel. De kat bleek in 1748 de kleinste van de stad met ruimte voor drie kanonnen. Binnen de stadsmuren lag bij de Brusselsepoort een kazerne.
Dat deze buitenwerken bij lange na niet voldeden bleek bij het beleg van 1673, toen de stad in minder dan twee weken door Lodewijk XIV werd ingenomen. De Franse vestingbouwer Vauban stelde diverse verbeteringen voor, waarvan een deel tijdens de vijf jaar durende bezetting werd gerealiseerd. Enkele tientallen meters buiten de Brusselsepoort kwam in 1674/75 het lunet Condé (D) tot stand. In 1686 verving het Brusselsebastion (A) het poortravelijn. Twee jaar later verrees zuidelijk hiervan het bastion Engeland (E). Op de door de Fransen omstreeks 1750 gebouwde Maquette van Maastricht zijn deze werken duidelijk te herkennen.
Kort na het vertrek van de Fransen presenteerde militair ingenieur Pieter de la Rive (1694-1771) zijn ambitieuze plannen voor de modernisering van de vestingwerken op de linker Maasoever. Bij de Brusselsepoort verdween de avancée en het hoornwerk, en verrezen in 1771/72 drie nieuwe werken: voor het Brusselsebastion de couvre-face Raad van State, aan de noordzijde het bastion Staten-Generaal en ten zuiden van het vernieuwde lunet Condé het lunet Vroenhof.
In 1772 volgde Carel Diederik du Moulin (1728-1793) De la Rive op als directeur van het Departement van Fortificatiën van Overmaze, waaronder de vesting Maastricht ressorteerde. Ook hij maakte plannen om de Hoge Fronten te verbeteren, met name het deel tussen de Brusselsepoort en de Lindenkruispoort, vanaf 1773 door zijn opvolger François de Veye uitgevoerd (Linie van Du Moulin). Bij de Brusselsepoort werden verbeteringen aan bestaande vestingwerken uitgevoerd, waarbij het lunet Condé werd vervangen door de couvre-face Louise (1775) en ten noorden daarvan het lunet Utrecht (1773) werd gebouwd. De in de 17e en 18e eeuw tot stand gekomen buitenwerken in de Hoge Fronten waren alle voorzien van een uitgebreid mijnenstelsel. Deze zogenaamde "kazematten" (Maastrichts: "katsj"), merendeels uit de tweede helft van de 18e eeuw, zijn onder het Koningin Emmaplein en de aanpalende buurten vrijwel ongeschonden bewaard gebleven en waren tijdens de Tweede Wereldoorlog als schuilgelegenheid in gebruik.

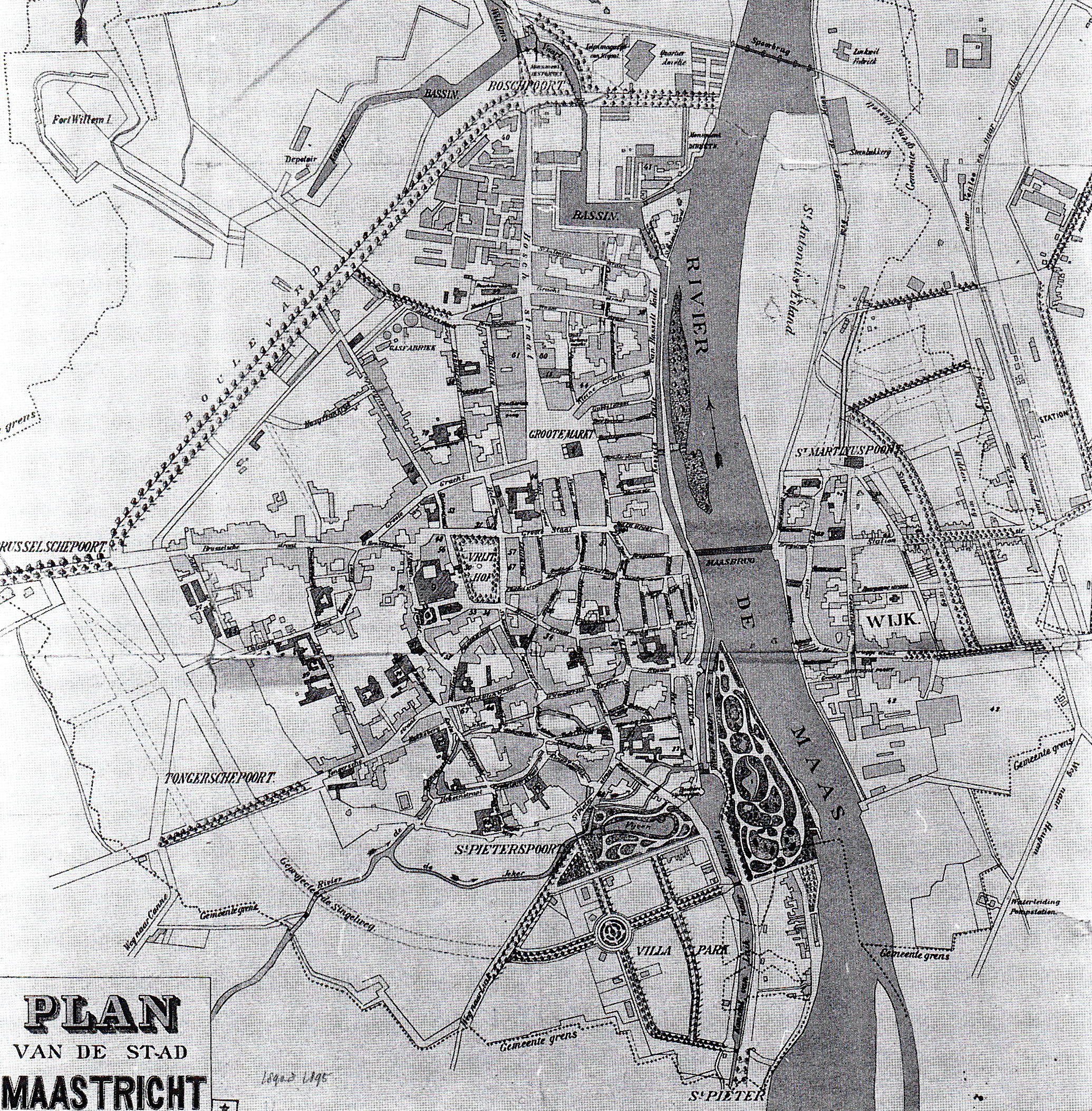
Deels voltooide singelstructuur, ca. 1895, met onbebouwde Statensingel, Hertogsingel en Sint Annalaan. Het Emmaplein bestaat nog nauwelijks

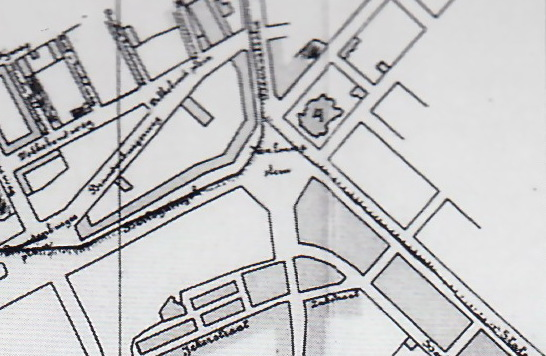
Omgeving Koningin Emmaplein met tramlijnen, bebouwde en onbebouwde percelen, 1914

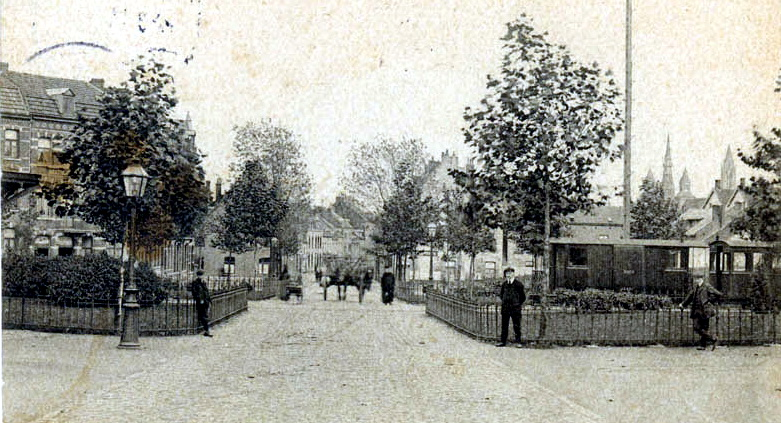
Het plein met perken gezien naar het centrum, 1910. Rechts de tram

### Singelweg (1867–1950)
Na de opheffing van de vestingstatus in 1867 werd de vesting Maastricht in opdracht van het Ministerie van Oorlog ontmanteld, waarna de gronden werden overgedragen aan de Dienst der Registratie en Domeinen voor verdere sloop en herbestemming. De stadspoorten vielen onder de zeggenschap van het gemeentebestuur. De Brusselsepoort en het Brusselsbastion werden in het najaar van 1868 afgebroken; de andere buitenwerken van de Hoge Fronten volgden tussen 1868 en 1925.
Al in 1867 kwam de ontmantelingscommissie met een eerste schets voor de uitleg van de stad. De gemeente Maastricht kwam in hetzelfde jaar met een "Project van percees en boulevards". Beide plannen gingen uit van een singel- of boulevardstructuur rondom de ontmantelde stad, zoals dat door de rijksingenieur F.W. van Gendt voor de meeste voormalige vestingsteden werd voorgesteld. Van Maastrichtse zijde waren achtereenvolgens de stadsarchitecten A. Cuypers, J.H. Nivel en vanaf 1873 W.J. Brender à Brandis verantwoordelijk voor de uitwerking van de plannen. Pas met laatstgenoemde kwam er schot in de plannen. Begonnen werd met het noordwestelijk deel, aangezien daar de belangrijkste industrieën gevestigd waren, die in die tijd in Maastricht het primaat hadden. Tussen 1874 en 1876 kwamen de huidige Statensingel, Frontensingel en Fransensingel tot stand. Van het zuidelijk deel van de 'boulevard' werd aanvankelijk slechts een klein deel in het Villapark aangelegd; de aanleg van de Hertogsingel moest tot 1891-93 wachten en het westelijk deel van de Prins Bisschopsingel tot 1920.
Het Koningin Emmaplein werd op enkele tientallen meters afstand van de gesloopte Brusselsepoort aangelegd, ongeveer bij de saillant van het voormalige Brusselsepoort. De buitenwerken waren hier oppervlakkig gesloopt en het ondergrondse deel van de vestingwerken was geheel in tact gelaten, wat later voor grote problemen zou zorgen. Op een plattegrond uit 1890-95 is te zien dat het plein toen slechts bestond uit een kruispunt. De Statensingel en de Sint Annalaan waren met bomen beplant maar nog grotendeels onbebouwd. Een belangrijke stimulans voor het gebied was de komst van de Belgische stoomtrams. Deze verbonden vanaf 1894 het Koningin Emmaplein via het noordelijk deel van de Hertogsingel en de Elisabeth Strouvenlaan met het Cannerplein. Vandaar reed de tram door het Jekerdal naar Glons. Het nog bestaande tramstation van de Chemins de Fer Vicinaux kwam waarschijnlijk omstreeks deze tijd tot stand. Vanaf circa 1898 maakte de stoomtram naar Maaseik eveneens gebruik van dit station, en vanaf 1924 tevens de tram naar Vroenhoven en Tongeren. Op een foto uit 1910 is te zien dat het plein met bomen en perken was ingericht. Mogelijk hebben de tramlijnen, die vanaf de Statensingel en Hertogsingel met een bocht naar de Sint Annalaan liepen, de vorm van het Emmaplein beïnvloed. De tramlijnen leidden na de Eerste Wereldoorlog een kwijnend bestaan en werden in 1943 definitief opgeheven (zie ook: Buurtspoorwegen van de provincie Limburg). Vanaf 1920 verzorgde de Gemeente-Autobussen-Dienst (de "stadsbus") het openbaar vervoer in de stad met aanvankelijk slechts twee elektrische bussen (met accu's) en één lijn: de lijn Station Staatsspoor - Koningin Emmaplein.
De eerste huizen werden omstreeks 1900 aan de oost- en westzijde van het Koningin Emmaplein gebouwd. De zuidzijde bleef lange tijd onbebouwd omdat dit terrein (tot aan de Calvariestraat) eigendom was van het Rijk. De zuidwand werd pas omstreeks 1930 ingevuld. De noordzijde van het plein was gereserveerd voor de bouw van de eerste Maastrichtse parochiekerk buiten de middeleeuwse stadsgrenzen. De Sint-Lambertuskerk kwam tussen 1913 en 1916 tot stand en werd meteen onderdeel van het stadssilhouet. Al kort na de oplevering waren er scheuren te zien, waarvan de oorzaak niet kon worden vastgesteld. Later werd duidelijk dat dit kwam door de instabiele ondergrond met zijn vele gangenstelsels. Mogelijk had ook het gebruik van minderwaardige bouwmaterialen tijdens de Eerste Wereldoorlog hiermee te maken. De kerk werd omstreeks 1940 provisorisch hersteld.

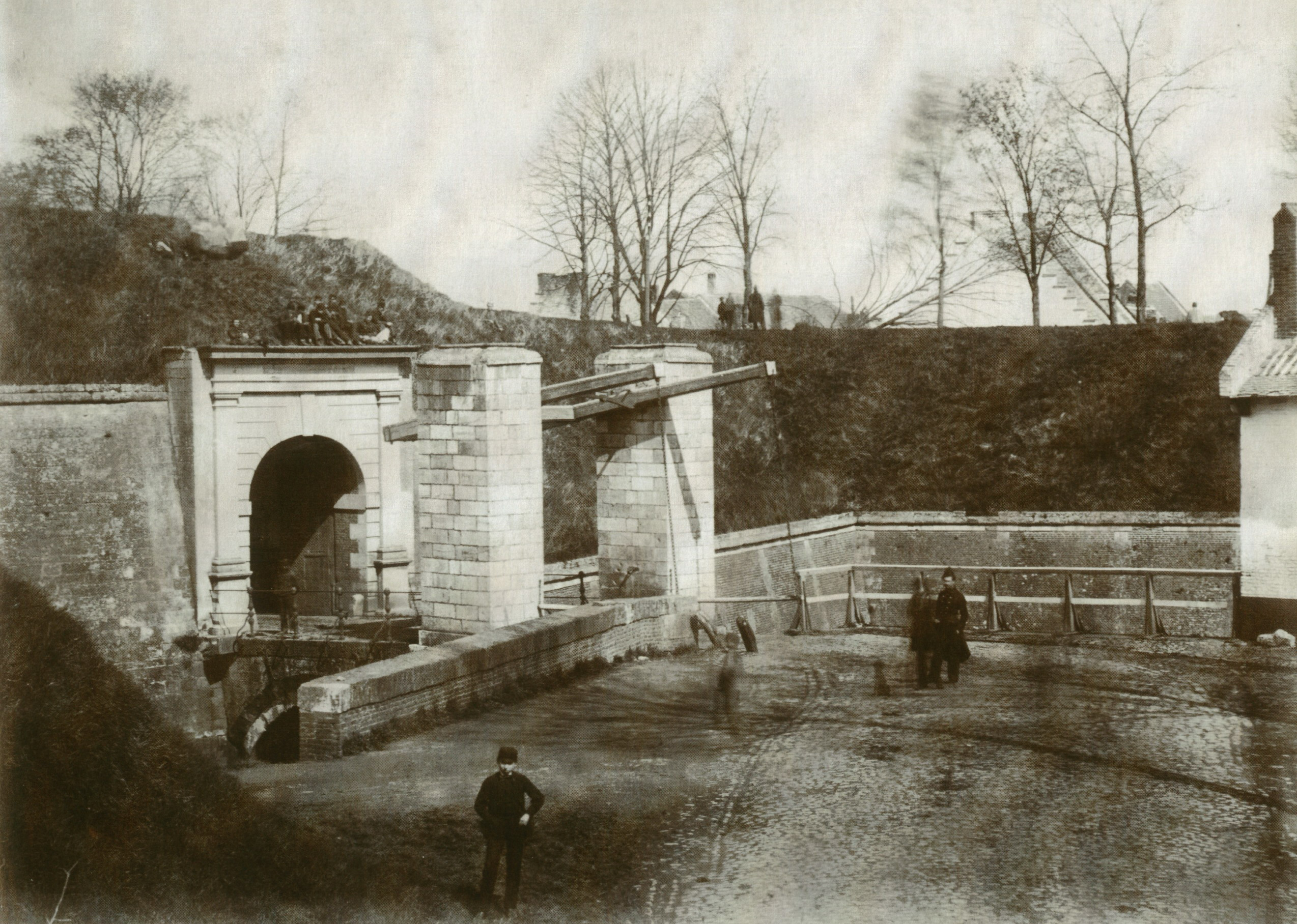
De Brusselsebuitenpoort kort voor de afbraak, 1868
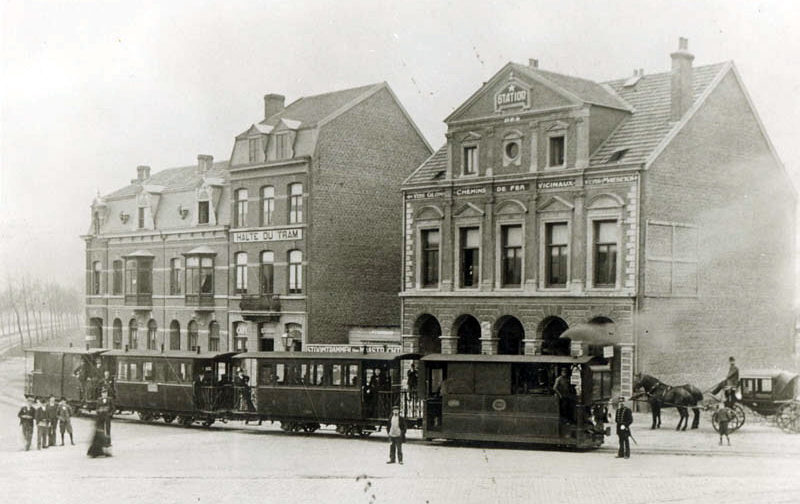
Stoomtram uit Glons bij het tramstation, 1900
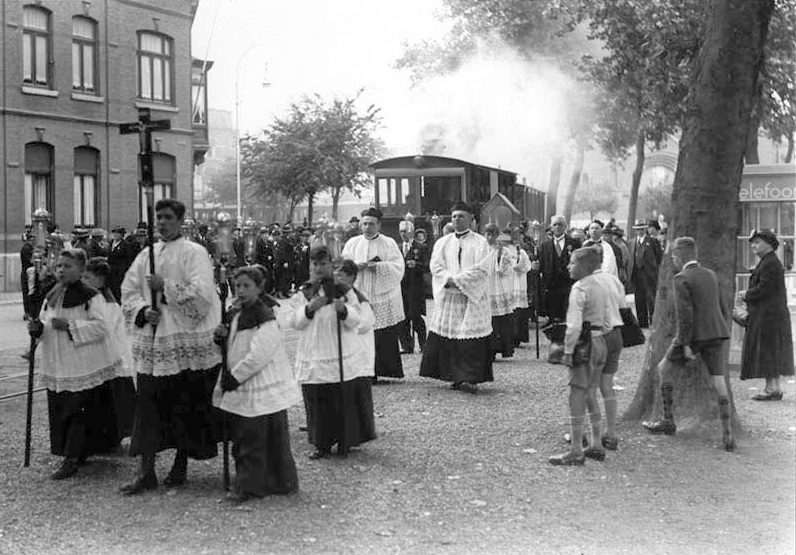
Reliekenprocessie met tram op achtergrond, 1939
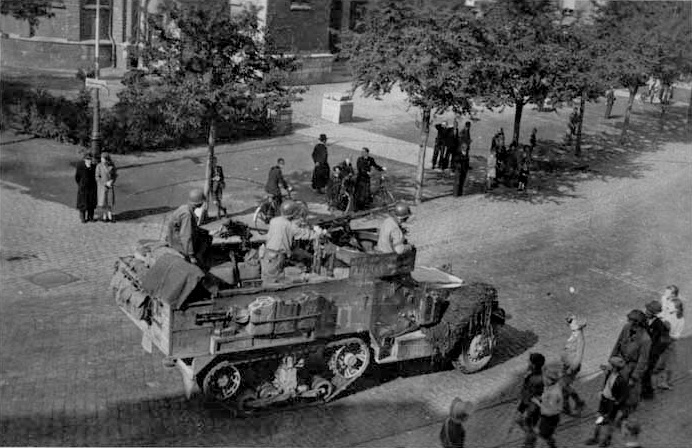
Amerikaans legervoertuig op het Emmaplein, 1944

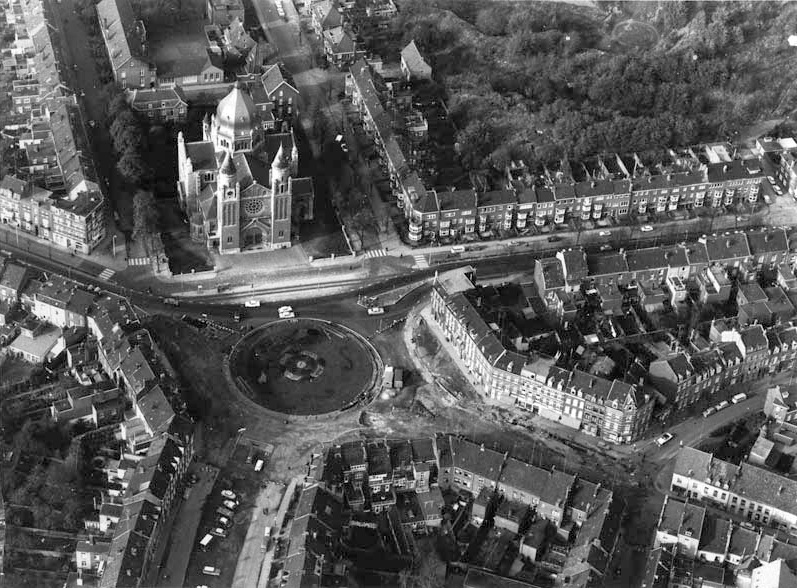
Reconstructie Koningin Emmaplein en omgeving, 1963

### Ring Maastricht (na 1950)
Na de oorlog deden zich opnieuw verzakkingen voor, niet alleen in de Sint-Lambertuskerk maar ook daarbuiten. In de jaren 1970 werden ernstige gebreken geconstateerd aan het fundament van de kerk, waardoor scheuren waren ontstaan in het koepelgewelf. Van 1976 tot 1978 was de kerk wegens instortingsgevaar gesloten. De 1 miljoen gulden kostende restauratie, waarbij een staalconstructie ter versteviging werd aangebracht, bracht geen soelaas en in 1985 werd de kerk definitief buiten gebruik gesteld. Het duurde tot 2010 voordat het gebouw hersteld kon worden, waarna het enkele jaren leegstond. In 2016 kocht een particulier de kerk, liet het interieur verbouwen en vestigde er een woonhuis, een onderzoekscentrum en een ruimte voor culturele activiteiten in.
Vanaf de jaren 1950 werd het verkeer op het Koningin Emmaplein door het toenemend autobezit steeds intensiever. Aanvankelijk was het plein zodanig ingericht dat de trams voldoende ruimte hadden. In 1963 kwam de huidige indeling tot stand, waarbij de meeste bomen sneuvelden. Na de ingebruikname van de John F. Kennedybrug (1968) en de Noorderbrug (1984) was de Ring Maastricht gesloten en ging het Emmaplein tot de drukste verkeerspleinen van de stad behoren. In 1974 en 2016 werd het plein opnieuw ingericht; bij die laatste gelegenheid kwam er meer ruimte voor fietsers en het openbaar vervoer. In 2018 werd het tracé van de Noorderbrugaanlanding op de westelijke Maasoever verlegd, zodat de singelring niet langer aansloot op die brug. Het is niet bekend of de verkeersintensiteit op het Emmaplein hierdoor is afgenomen.

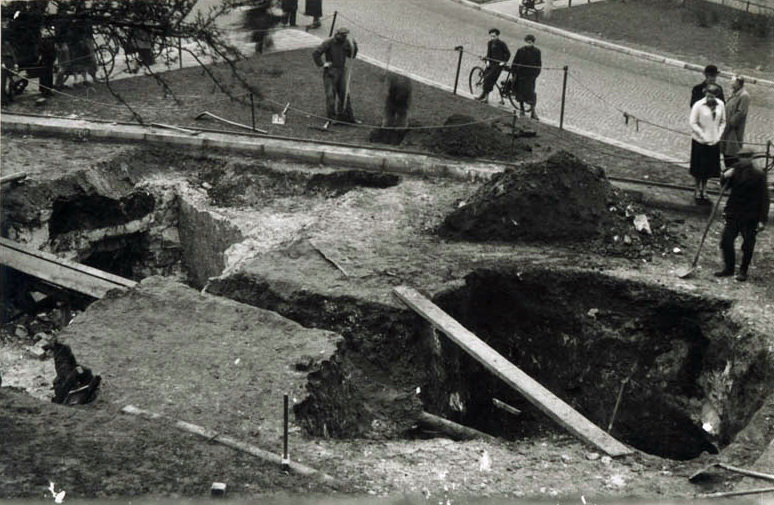
Verzakking op het Emmaplein door instabiele ondergrondse vestingwerken, 1949
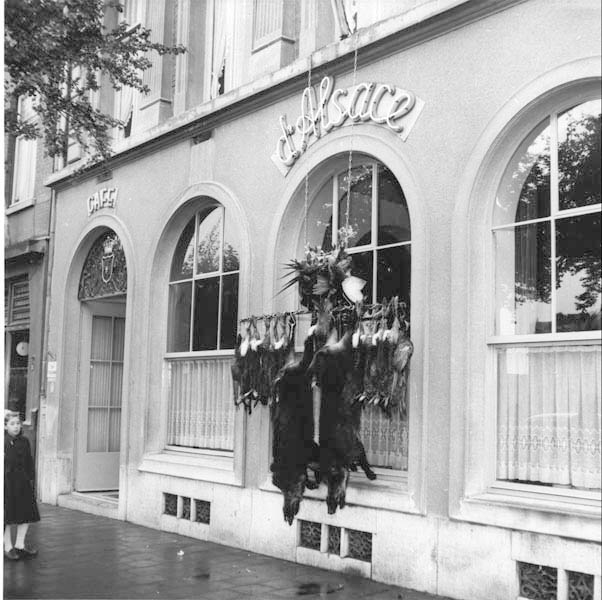
Wildstilleven bij restaurant d'Alsace (voormalig tramstation), 1951
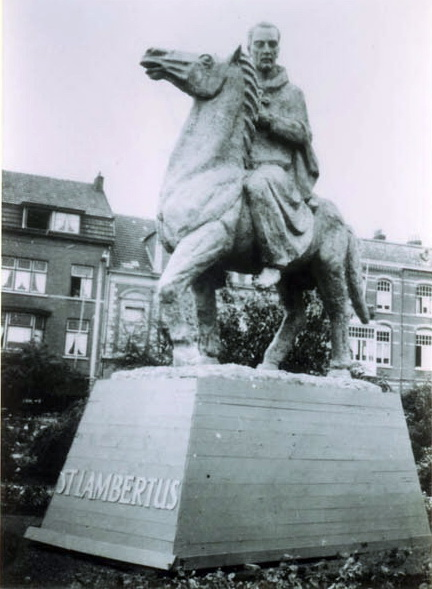
Tijdelijk ruiterstandbeeld van Sint-Lambertus tijdens de Heiligdomsvaart, 1955
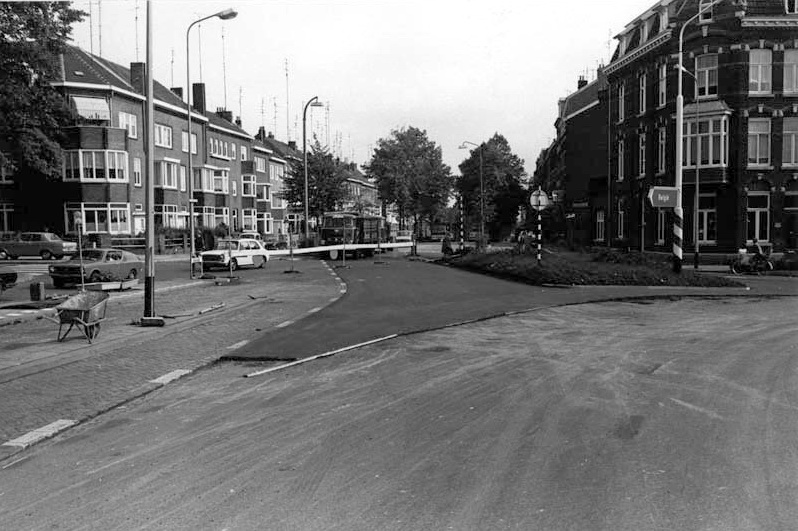
Wegwerkzaamheden Koningin Emmaplein en Statensingel, 1974

## Architectuur, monumenten

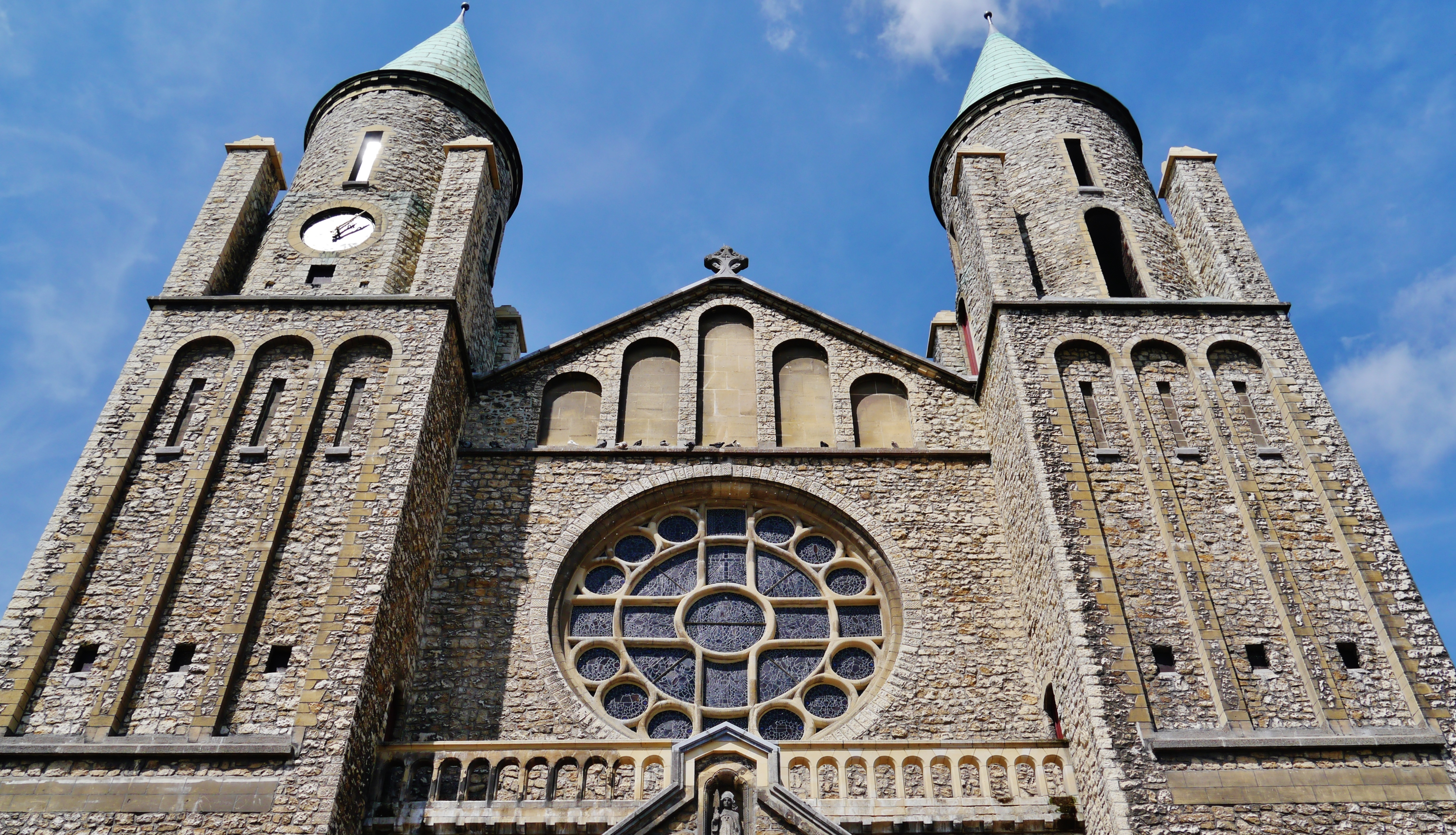
Detail façade Sint-Lambertuskerk

Verreweg het meest in het oog springende gebouw is de Sint-Lambertuskerk. De kerk is in 1913 ontworpen door Hubert van Groenendael in een combinatie van neoromaanse en Neo-Byzantijnse architectuur. Het gebouw is grotendeels opgetrokken uit Kunrader steen, een ruwe soort Limburgse mergel. De hoofdingang, geflankeerd door twee torens, bevindt zich aan het plein. Boven het portaal bevindt zich beeldhouwwerk van Wim van Hoorn en een roosvenster. Boven de viering van de kerk torent de 43 meter hoge, uivormige koepel, die door vier granieten pijlers wordt gedragen. Het interieur maakt door zijn ruimtelijkheid, hoge gewelven, muur- en gewelfschilderingen en gebrandschilderde ramen een overweldigende indruk.
In het voormalige tramstation uit circa 1895 was jarenlang het in Maastricht bekende restaurant d'Alsace gevestigd. Het gebouw was daarna enige tijd in gebruik als officiersmess van het Provinciaal Militair Commando. Tegenwoordig is er een tandarts gevestigd. De symmetrische voorgevel bestaat uit vijf traveeën. Na het opheffen van de tramlijnen is de begane grond voorzien van een gesloten pui, waardoor het karakter van stationshal met open wachtruimten onder ronde toegangsbogen is verdwenen. Bij de verbouwing werden de rondbogen voorzien van venster- en deurkozijnen en is het gestucte blokpatroon van de gevel verwijderd. Het siersmeedwerk boven de deuren is van recente datum. In de tweede bouwlaag zijn de vijf vensters afwisselend voorzien van een boogvormig of driehoekig fronton. De vensters worden onderling gescheiden door vier gestucte Ionische pilasters. Deze lijken een architraaflijst te dragen waarop de oorspronkelijke bestemming van het gebouw (in het Frans) staat vermeld. De gevel wordt bekroond door een forse topgevel met Korinthische pilasters en een driehoekig fronton dat oorspronkelijk het opschrift "Station" droeg (tegenwoordig "d'Alsace"). Centraal geplaatst is een ronde stationsklok in een gestucte lijst. Het gebouw is sinds 1997 een rijksmonument.
Rondom het Koningin Emmaplein staan voornamelijk herenhuizen in traditioneel-ambachtelijke stijl uit de periode 1900-1925, waarvan er enkele gemeentelijke monumenten zijn. De meeste huizen zijn opgetrokken in rode of bruine baksteen, soms met horizontale banden van hard- of kunststeen, of met segmentbogige versieringen boven de vensters met contrasterende sluitstenen. Enkele huizen hebben balkons met giet- of smeedijzeren balustrades. De zuidwand van het plein bestaat uit typische jarendertighuizen. Op de hoek van de Statensingel en de Pastoor Habetstraat ligt een pand uit dezelfde periode met een veelhoekige, bijna vrijliggende erker.

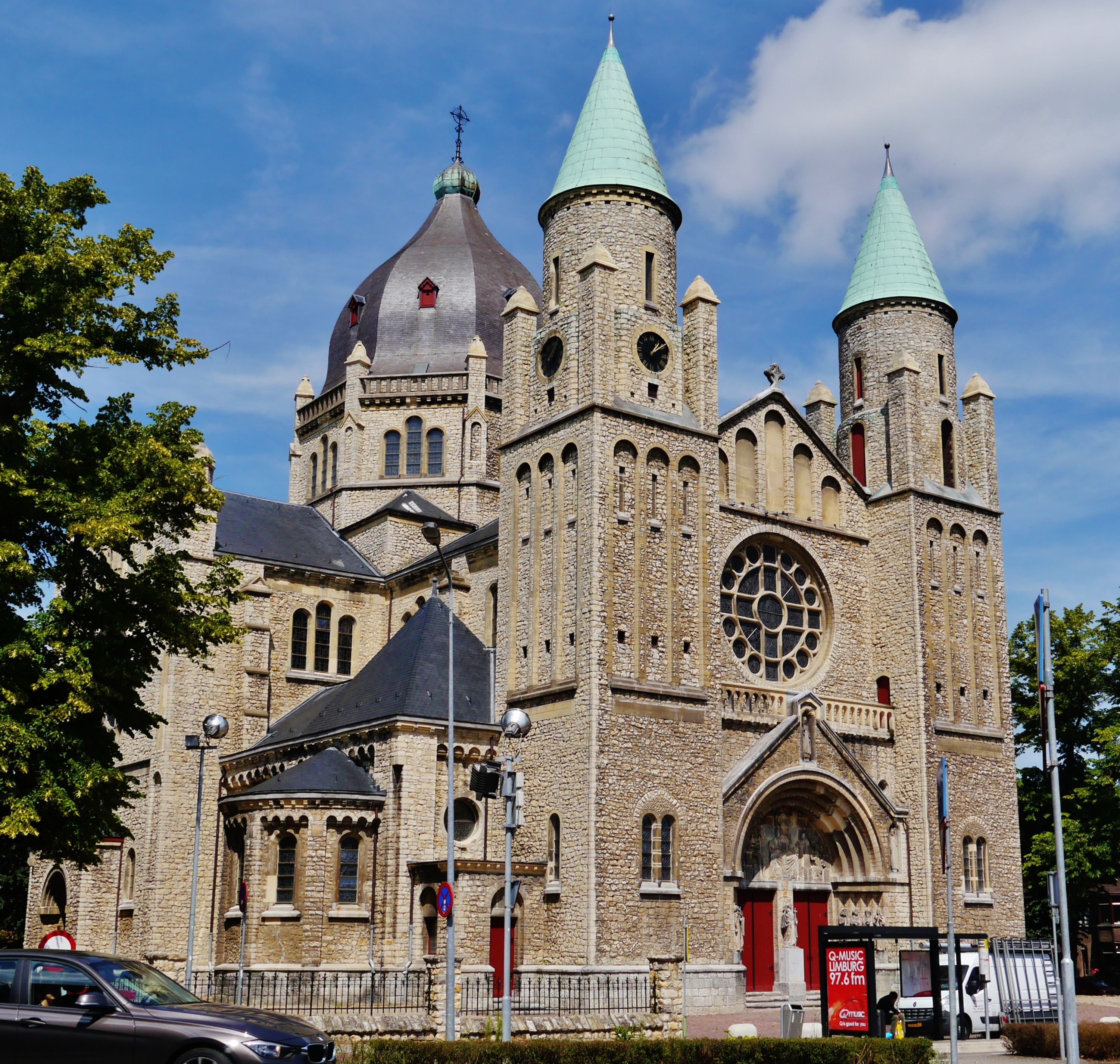
Sint-Lambertuskerk
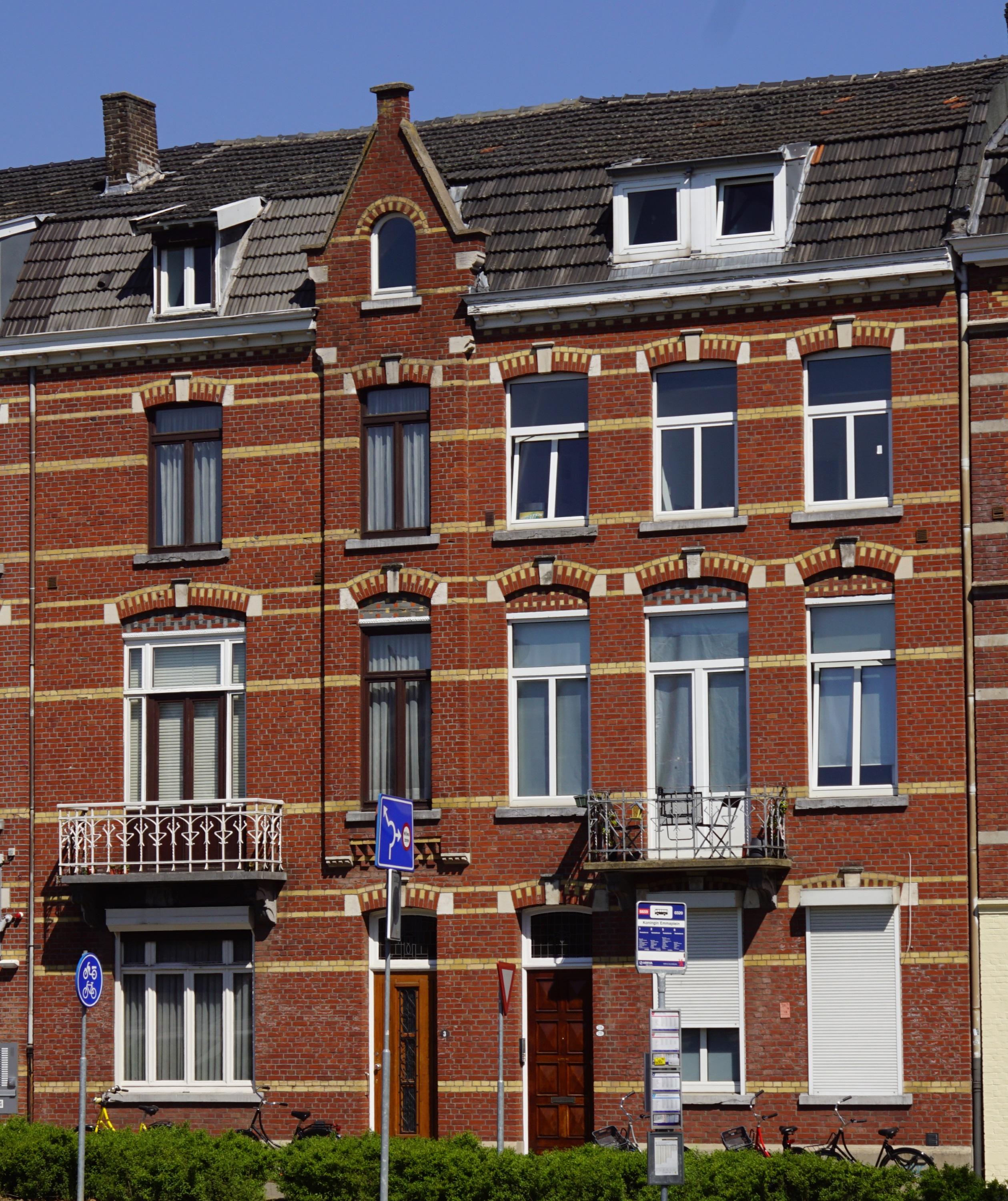
Nrs. 2 en 3
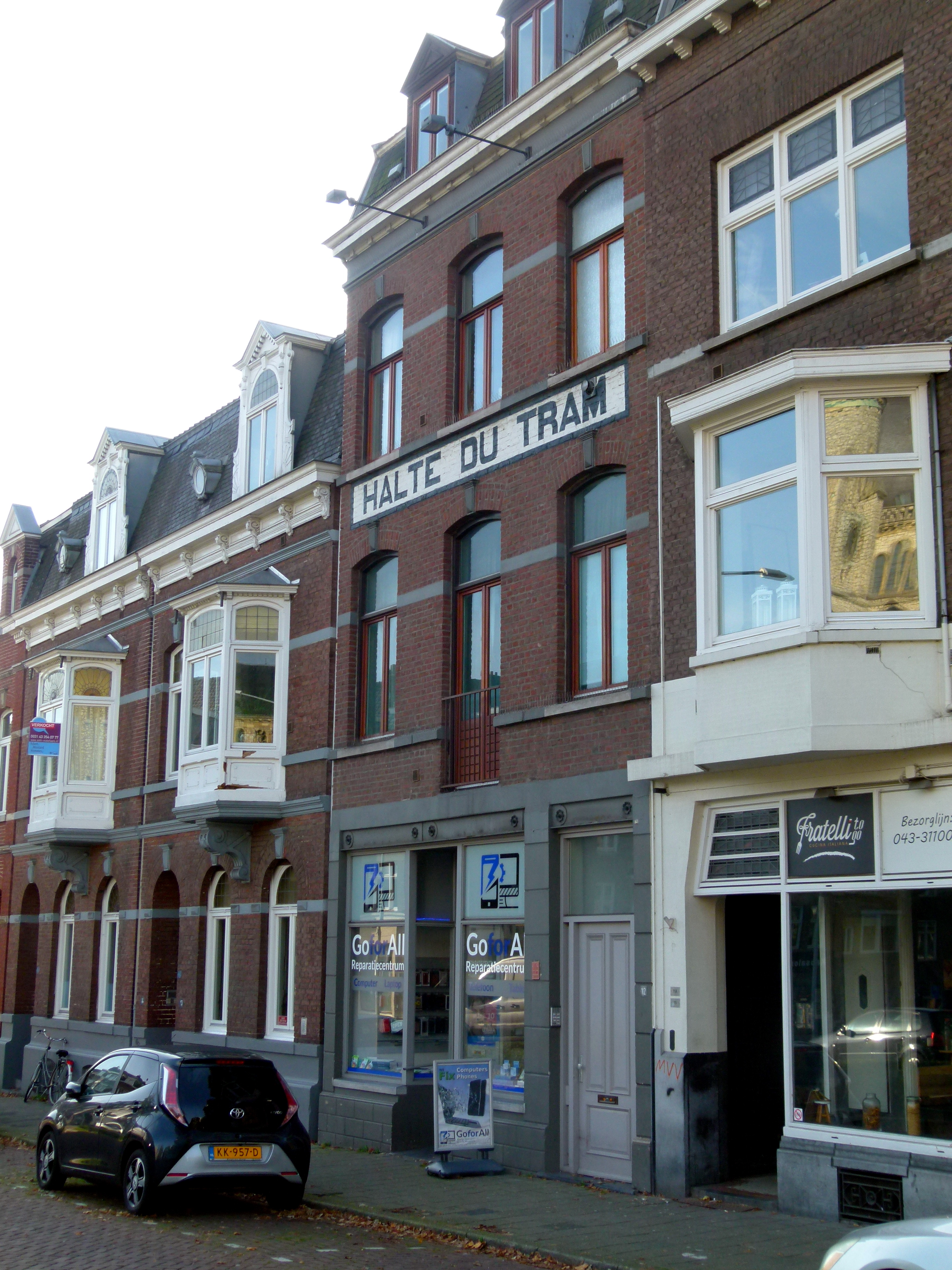
Nrs. 11, 12, 13 en 14
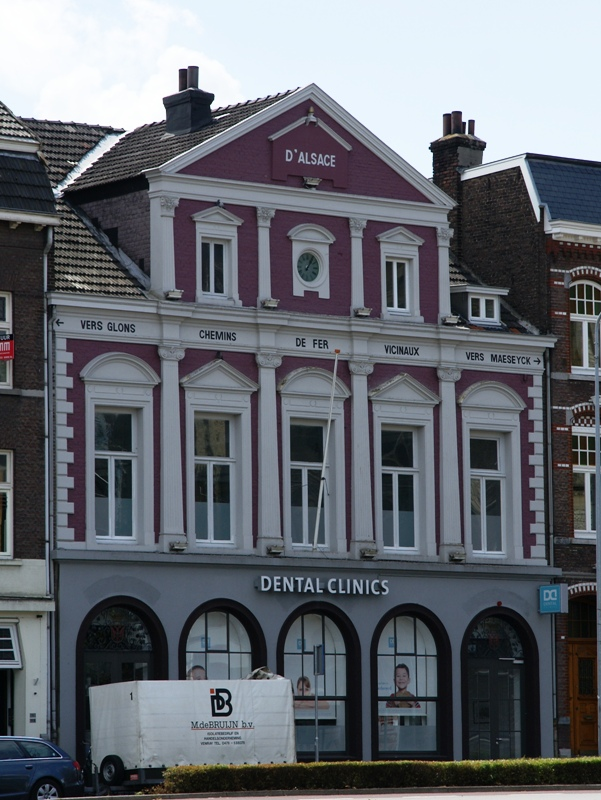
Voormalig tramstation